# Dupa
Luc Dupanloup, beter bekend als Dupa (Montignies-sur-Sambre, 12 februari 1945 — Ottignies, 8 november 2000), was een Belgisch striptekenaar die vooral bekend werd als de geestelijke vader van Dommel.
Dupanloup ging na zijn middelbare school, waar hij een uitstekend leerling was, naar de Academie voor Schone Kunsten in Brussel, en kwam vervolgens in contact met de striptekenaar Greg, dankzij wie hij bij het weekblad Kuifje aan de slag kon; aanvankelijk verzorgde hij er de achtergronden voor verschillende strips.
Voor het Kuifje-nummer van 16 april 1968 moest er een bladzijde opgevuld worden, en op verzoek van Greg bedacht Dupa hiervoor een dikke, harige hond die kan praten. Hij noemde de figuur Cubitus, naar een beentje in de onderarm, aangezien honden geassocieerd worden met een bot waar ze aan knagen. Pas later, toen het personage in andere talen vertaald werd, werd de Nederlandse naam Dommel bedacht (en in het Engels Wowser). In die beginperiode verschenen geregeld korte gags van één pagina met Dommel en het jongetje Paultje. In 1969 werd het baasje van Dommel geïntroduceerd, de gepensioneerde zeeman Semafoor.
In 1972 verscheen het eerste stripalbum; de eerste vier waren verzamelingen van één pagina lange gags. Vanaf het vijfde album, Daar komt de pedalosaurus uit 1977, kwamen er ook verhalen van een heel album. De stripverhalen verschenen bij uitgeverij Le Lombard. Er zouden nieuwe albums blijven verschijnen gedurende de jaren tachtig en negentig. In 1988 maakte een Japanse studio een bewerking in de vorm van een tekenfilmreeks, die de internationale bekendheid van de figuur Dommel aanzienlijk vergrootte. De sprekende hond is deel van het Belgische patrimonium gaan uitmaken: er verschenen postzegels met zijn afbeelding en in Waver werd een Dommel-standbeeld opgericht.
Naast Dommel tekende Dupa eveneens enkele albums van de reeksen Niky en Chlorophyl. Hij overleed onverwacht in 2000.
Dupa ontving in 1973 het Zilveren Potlood, in 1982 de Aigle d'Or van de stad Nice, in 1984 de prijs voor het beste kinderboek op de stripconventie van Parijs en in 1993 de 110 d'Or op het stripfestival van Illzach.
- Bibliothèque nationale de France: cb119011549 (data)
- Gemeinsame Normdatei: 115273816
- International Standard Name Identifier: 0000 0001 2017 038X
- Library of Congress Control Number: n89632057
- Nationale Bibliotheek van Tsjechië: xx0019591
- Nederlandse Thesaurus van Auteursnamen: 06894649X
- Istituto Centrale per il Catalogo Unico: LIGV002730
- Système universitaire de documentation: 026843714
- Virtual International Authority File: 4929367
- WorldCat: E39PCjJg4F8CR7VfRcXYHjKgYX

1. ↑  Grand Comics Database; Grand Comics Database-identificatiecode voor auteur: 15709.